# Bert Schneider
Julius Gustav Albert „Bert” Schneider (ur. 1 lipca 1897 w Cleveland w USA, zm. 20 lutego 1986) – kanadyjski bokser, złoty medalista IO.
W roku 1920 wziął udział w igrzyskach olimpijskich w Antwerpii, gdzie w wadze półśredniej kolejno pokonał: Josepha Thomasa z Związku Południowej Afryki (na punkty), Aage Steena z Norwegii (na punkty). W półfinale wygrał z Amerykaninem Fredem Kolbergiem na punkty. W meczu o złoty medal pokonał przez dyskwalifikację w 4 rundzie Brytyjczyka Alexandra Irelanda.
W roku 1921 przeszedł na zawodowstwo. Rozegrał 42 walki. Wygrał 18 (6 przez nokaut), 21 przegrał (7 przez nokaut), a 5 było nierozstrzygniętych.
| Przebieg kariery zawodowej |                            |                                |          |                         |
| Data                       | Miejsce                    | Przeciwnik                     | Wynik    | Opis                    |
| 10.01. 1921                | Monument National Montreal | Jerry Cole · Stany Zjednoczone | W KO 4r  | Pierwsza walka zawodowa |
| 16.06. 1927                | Utica Stadium Utica        | Joe Gainor · Stany Zjednoczone | P TKO 4r | Ostatnia walka zawodowa |